# Johann-Conrad-Schlaun-Gymnasium
Das Gymnasium Johann-Conrad-Schlaun ist ein Gymnasium in Münster. Es ist nach dem deutschen Baumeister Johann Conrad Schlaun benannt, der lange Zeit in Münster lebte und dort auch starb.

## Geschichte

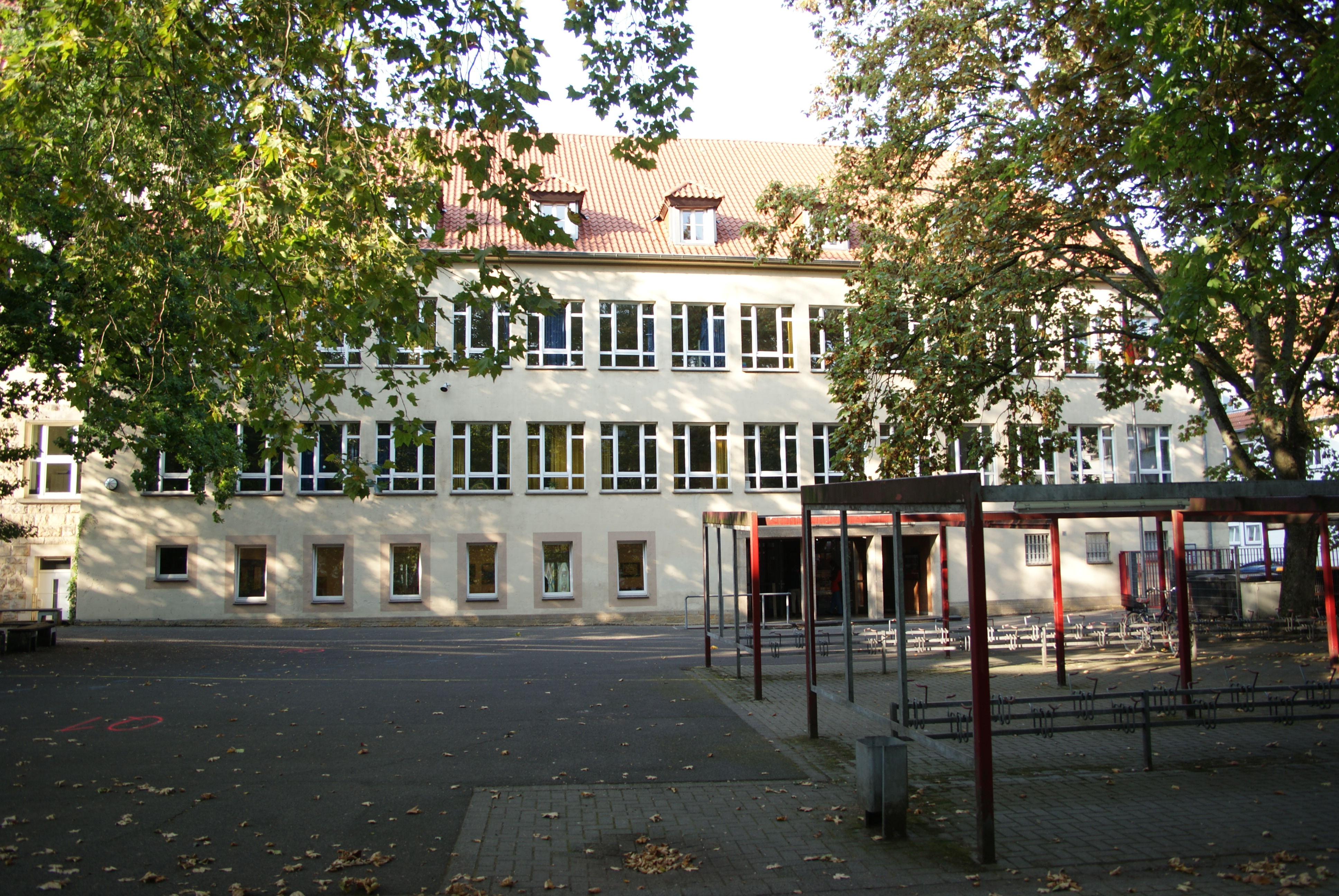
Gebäude des Johann-Conrad-Schlaun-Gymnasiums Münster

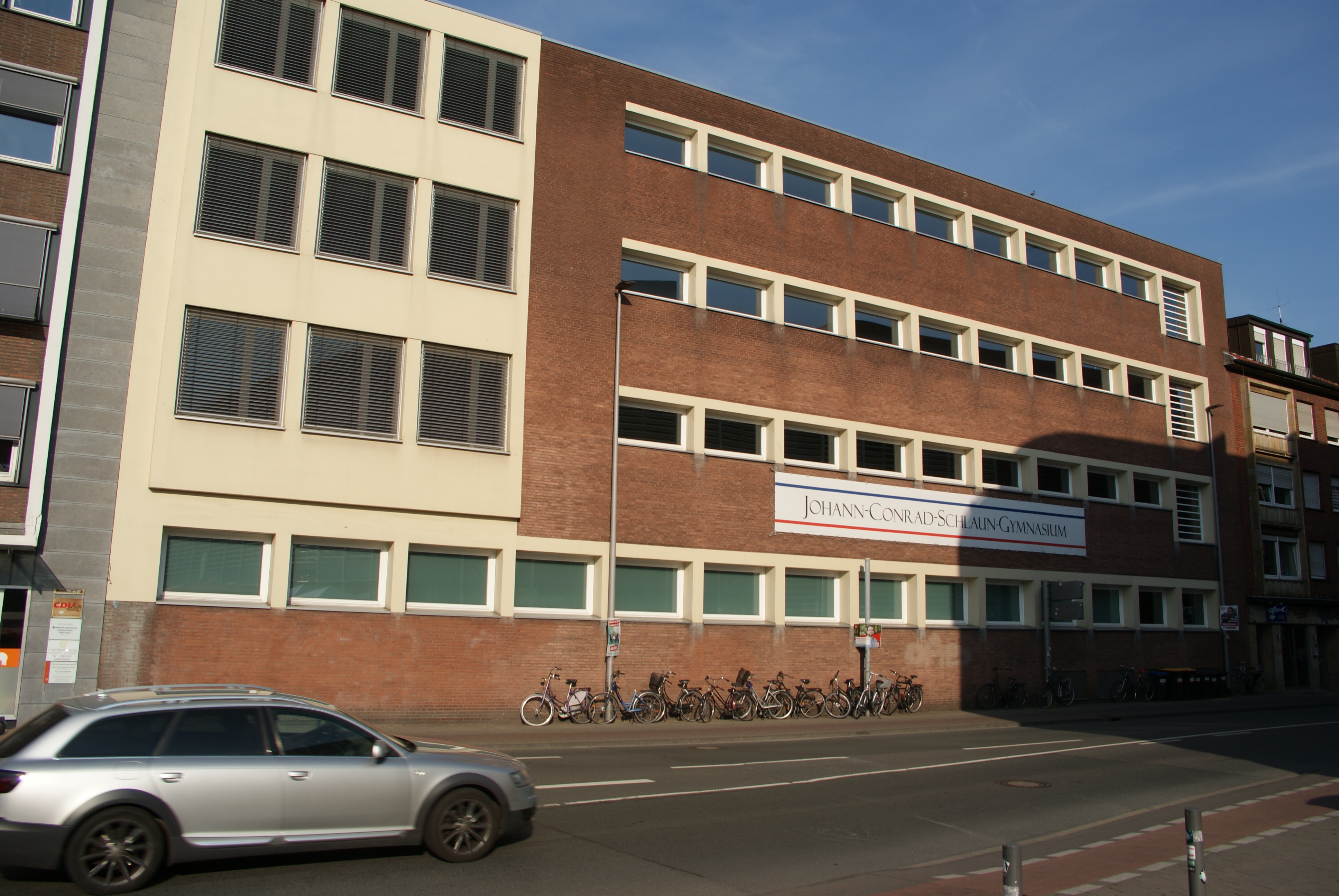
Fassade des Johann-Conrad-Schlaun-Gymnasiums Münster

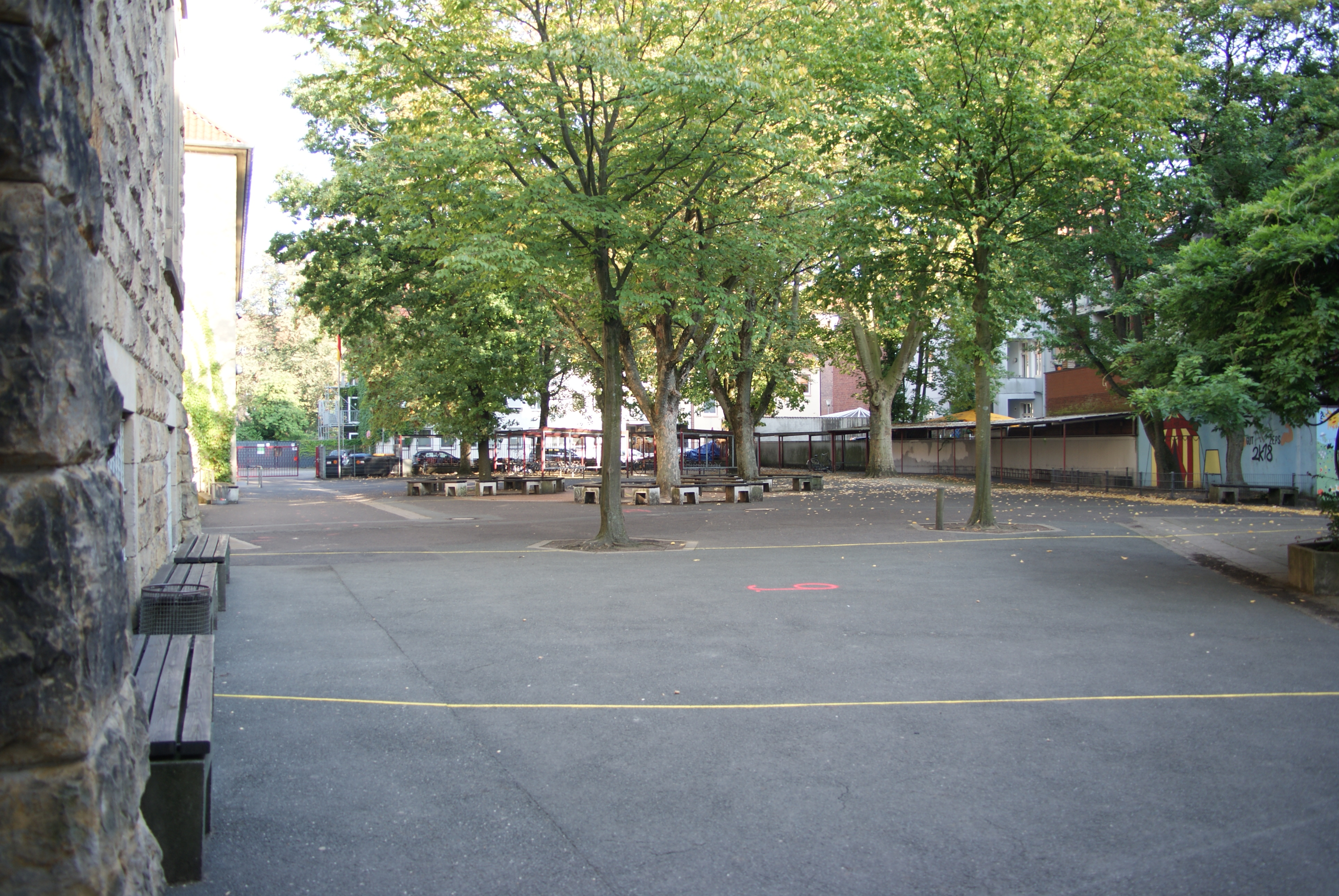
Schulhof des Johann-Conrad-Schlaun-Gymnasiums Münster

Im Jahr 1899 beschloss die Münsteraner Stadtverwaltung eine lateinlose Realschule zu gründen. Der Schulbetrieb wurde am 26. April 1900 in den Räumen des heutigen Ratsgymnasiums am Syndikatsplatz aufgenommen. Ursprünglich für das Ratsgymnasiums vorgesehene Schüler stellten auch die erste Klasse der Schule, die 56  Sextaner zählte. Erster Schulleiter wurde ab dem 1. April 1904 der Pädagoge Dr. Heinrich Hoffschulte, der die Einrichtung bis 1927 leitete. Zum 1. April 1904 erfolgte der Umzug in die Lamberti-Volksschule am Alten Steinweg.
Am 26. Mai 1906 beschloss die Stadt Münster die Errichtung eines Neubaus, der schließlich am 24. März 1908 bezogen wurde. 1911 wurde eine Aula angegliedert, die den Schülern gleichzeitig als Turnhalle diente. In den Jahren 1917 und 1918 wurde der Unterricht in das Ratsgymnasium verlegt, um Kohlen zu sparen. Wegen des Ausbruchs des Ersten Weltkrieges wurden im August 1914 acht Lehrer und viele Schüler zum Militärdienst eingezogen. Nach Ende des Krieges wurde am 6. Dezember 1922 eine Gedenktafel für die ums Leben gekommenen Schulangehörigen angebracht, welche die Namen von sechs Lehrern und 85 Schülern umfasste.
Im Oktober 1928 wurde ein Erweiterungsbau in Betrieb genommen. Mit Beginn des Zweiten Weltkriegs wurden zehn Lehrer und 28 Schüler zum Militär einberufen. Am 15. Februar 1943 wurden zudem alle Schüler über 16 Jahre als Luftwaffenhelfer eingezogen, der Unterricht für diese erfolgte daraufhin in Flugabwehrstellungen. Beim ersten schweren Luftangriff auf Münster am 8./9. Juli 1941 wurde das Schulgebäude erheblich beschädigt. Am 3. August 1943 wurden die unteren Klassen und damit 136 von 314 Schülern nach Tegernsee verlegt. Schließlich wurde das Schulgebäude bei einem Bombenangriff am 23. März 1944 erneut getroffen, sieben Schüler fanden hierbei den Tod. Am 26. August 1944 wurde der Schulbetrieb vollständig eingestellt.
Am 2. April eroberten britische Truppen Münster. Bereits am 7. April trafen sich überlebende Lehrer in der Wohnung des Hausmeisters, um über den Wiederaufbau der Lehranstalt zu beraten. Anschließend reparierten sie gemeinsam mit Schülern die gröbsten Schäden am Schulgebäude. Die britische Militärverwaltung erteilte am 12. Februar 1946 die Erlaubnis zur Wiedereröffnung des Lehrbetriebs. Am 27. Februar 1946 wurde der Unterricht wieder aufgenommen. Der Schulbetrieb erfolgte daraufhin in verschiedenen Gebäuden – namentlich in dem der Waldschule, der Alten Volksschule, der Uppenbergschule, der Überwasserschule sowie der Erphoschule. Am 26. Juni 1946 wurde der Schultypus als „Schlaun-Schule, mathematisch-naturwissenschaftliches Gymnasium“ festgelegt.
Am 9. Mai 1949 beschloss der Rat der Stadt Münster die Schule wieder auf ihrem alten Gelände aufzubauen. Am 19. Oktober 1949 befürwortete auch der Schulausschuss die Schlaunschule wieder dort anzusiedeln. Diese wurde Ostern 1950 in „Städtisches Konrad-Schlaun-Gymnasium, mathematisch-naturwissenschaftliches Gymnasium mit neusprachlichem Zweig“ umbenannt. Anschließend wurden neu errichtete Gebäude sukzessive abgenommen: Im Januar 1953 als erster Bauabschnitt der Westflügel, im April 1954 der zweite Bauabschnitt an der Sonnenstraße, im November 1954 die Aula und im November 1956 der Mittelteil. Im Jahr 1960 war der Wiederaufbau komplett abgeschlossen. Am 6. November 1961 wurde der Förderverein der Schule gegründet. Im Oktober 1972 wurde ein neu errichtetes Gebäude für Naturwissenschaften in Betrieb genommen.
Am 17. Dezember 1975 wurde die Schule in „Johann-Conrad-Schlaun-Gymnasium“ umbenannt. Im Oktober 1986 wurde ein weiterer Erweiterungsbau in Betrieb genommen. In der darauf folgenden Zeit begann das Schlaun-Gymnasium mehrere Schüleraustausch-Programme. Ab 1988 mit dem Schweizer Canton de Vaud sowie seit 1991 mit dem Collège in Thierrens. Ab 1992 begann zudem ein Schüleraustausch mit dem Wolgograder Gymnasium Nr. 7, ab 1993 mit der Easingwold School in Easingwold und ab 1997 mit dem Collège „Les Savarières“ in St. Sébastien (in der Nähe von Nantes).
Im Januar 2008 wurden 90-Minuten-Lehreinheiten mit variabler Pause eingeführt. Im gleichen Jahr gewannen zwei Schülerinnen den Wettbewerb Jugend forscht im Fachbereich Biologie. Im Januar 2012 erreichte das Schlaun-Gymnasium beim Deutschen Schulpreis einen Platz unter den 50 besten Schulen Deutschlands. Im Jahr 2018 wurde bekannt, dass die Schule für rund 30 Millionen Euro saniert werden soll. Für das Schuljahr 2023/2024 ist die Schule als Bündelungsgymnasium ausgewiesen.

## Persönlichkeiten der Schule
- Hugo Pottebaum (1907–1979), Kommunalpolitiker und ehrenamtlicher Landrat, von 1947 bis 1972 Lehrer am Gymnasium
- Kurt Goldstein (1914–2007), Widerstandskämpfer, Überlebender der Konzentrationslager Auschwitz und Buchenwald, Journalist, Abitur 1932
- Harald Deilmann (1920–2008), Architekt, Hochschullehrer und Autor, Schüler
- Karl Hüser (* 1930), Historiker und Autor, von 1963 bis 1969 Lehrer am Gymnasium
- Norbert Johannimloh (1930–2022), Schriftsteller und Hochschullehrer, von 1962 bis 1972 Lehrer am Gymnasium
- Dieter Sieger (* 1938), Architekt, Designer, Galerist, Schüler
- Hendrik Snoek (* 1948), ehemaliger Springreiter, Unternehmer (Ratio Konzern), Schüler
- Uwe Wolff (* 1955), Kulturwissenschaftler, Schüler
- Helmut Seifen (* 1953), Politiker (AfD), von 2004 bis 2008 Schulleiter
- Götz Alsmann (* 1957), Musiker, Moderator und Unterhaltungskünstler, Schüler
- Norbert Robers (* 1962), Journalist, Schüler
- Olaf Gericke (* 1966), Jurist, Politiker, Landrat des Kreises Warendorf, Schüler
- Olaf Tauras (* 1967), Politiker (CDU), Schüler
- Branko Tomović (* 1980), Schauspieler, Schüler[8][9]